# Yankee Irving – Kleiner Held ganz groß!
Yankee Irving – Kleiner Held ganz groß! ist ein computeranimierter Film aus dem Jahr 2006 unter der Regie von Colin Brady, Christopher Reeve (der zum Zeitpunkt seines Todes an dem Film arbeitete) und Daniel St. Pierre mit Musik von John Debney. Der größte Teil des Films wurde von IDT Entertainment in Toronto produziert, Teile von Reel FX Creative Studios. Es wurde von 20th Century Fox vertrieben.

## Handlung
Im New York der frühen 30er erleidet Dreikäsehoch Yankee Irving mal wieder eine Schlappe auf dem Baseballfeld im Hinterhof. Doch zum Trost erlaubt ihm der bei den New York Yankees angestellte Vater heute mal, die heiligen Clubräume zu betreten. Als aus diesen kurz darauf der Schläger von Superstar Babe Ruth verschwindet, verdächtigt jeder Yankee und seinen Dad. Gemeinsam mit dem sprechenden Baseball Screwie macht sich Yankee auf, die Keule dem Kriminellen, der sie in Wahrheit stahl, wieder zu entreißen.

## Synchronsprecher
Die deutsche Synchronfassung entstand bei TV+Synchron in Berlin unter der Regie und nach dem Dialogbuch von Karin Lehmann.
| Rolle            | Englischer Sprecher | Deutscher Sprecher |
| ---------------- | ------------------- | ------------------ |
| Yankee Irving    | Jake T. Austin      | Béla Jellinek      |
| Screwie          | Rob Reiner          | Santiago Ziesmer   |
| Darlin           | Whoopi Goldberg     | Rita Engelmann     |
| Lefty Maginnis   | William H. Macy     | Lutz Schnell       |
| Napoleon Cross   | Robin Williams      | Christian Gaul     |
| Marti Brewster   | Raven-Symoné        | Rubina Nath        |
| Stanley Irving   | Mandy Patinkin      | Alexander Doering  |
| Emily Irving     | Dana Reeve          | Ghadah Al-Akel     |
| Rosetta Brewster | Cherise Boothe      | Katrin Zimmermann  |
| Lonnie Brewster  | Forest Whitaker     | Jaron Löwenberg    |
| Mr. Robinson     | Robert Wagner       | Peter Groeger      |
| Babe Ruth        | Brian Dennehy       | Dennis Schmidt-Foß |
| Tubby            | Gideon Jacobs       | Fabian Hollwitz    |